# Batalha de Áccio

Disposição das tropas durante a batalha de Áccio

A Batalha de Áccio (ou Ácio – em latim, Actium) foi uma batalha naval travada entre a frota marítima de Otaviano, liderada por Marco Agripa, e as frotas combinadas de Marco Antônio e Cleópatra VII. A batalha ocorreu em 2 de setembro de 31 a.C. no Mar Jônico, perto da antiga colônia romana de Actium, Grécia, e foi o clímax de mais de uma década de rivalidade entre Otaviano e Antônio.
No início de 31 a.C., ano da batalha, Marco António e Cleópatra estavam temporariamente estacionados na Grécia. Marco Antônio possuía 500 navios e 70 000 soldados de infantaria, e fez seu acampamento em Actium, e Otaviano, com 400 navios e 80 000 soldados de infantaria, chegou do norte e ocupou Patras e Corinto, onde conseguiu cortar as comunicações de Antônio para o sul com o Egito (através do Peloponeso) com a ajuda de Marco Vipsânio Agripa. Otaviano anteriormente obteve uma vitória preliminar na Grécia, onde sua marinha transportou com sucesso tropas através do Mar Adriático sob o comando de Marco Agripa. Otaviano desembarcou na Grécia continental, em frente à ilha de Corcyra (atual Corfu) e seguiu para o sul, em terra.
Presos em terra e no mar, partes do exército de Antônio desertaram e fugiram para o lado de Otaviano (diariamente), e as forças de Otaviano se tornaram confortáveis o suficiente para fazer preparativos para a batalha. A frota de Antônio navegou pela baía de Actium, na costa ocidental da Grécia, em uma tentativa desesperada de se libertar do bloqueio naval. Foi lá que a frota de Antônio enfrentou a frota muito maior de navios menores e mais manobráveis. Antônio e suas forças restantes foram poupados apenas devido a um último esforço da frota de Cleópatra que estava esperando nas proximidades.
A vitória de Otaviano permitiu-lhe consolidar seu poder sobre Roma e seus domínios. Ele adotou o título de Princeps ("primeiro cidadão"), e em 27 a.C. foi agraciado com o título de Augusto ("reverenciado") pelo Senado Romano. Este tornou-se o nome pelo qual ele era conhecido em tempos posteriores. Como Augusto, ele manteve as armadilhas de um líder republicano restaurado, mas os historiadores geralmente veem sua consolidação do poder e a adoção desses honoríficos como o fim da República Romana e o início do Império Romano.

## Contexto histórico
Depois de ter conseguido conquistar a Armênia em 34 a.C., no final de sua fracassada campanha parta, graças também ao apoio logístico do exército de Cleópatra, rainha ptolemaica do Egito (assim como sua amante), Marco Antônio decidiu celebrar seu triunfo na capital egípcia, Alexandria, embora só pudesse ocorrer dentro dos muros da cidade. e, ainda, com autorização prévia do Senado.
Nessa ocasião, o líder romano também realizou uma cerimônia solene na qual dividiu entre sua prole com Cleópatra os domínios orientais da República - que lhe haviam sido confiados na gestão com os acordos do segundo triunvirato - e os novos territórios que conquistou, atribuindo-lhes vários títulos reais (episódio passado para a história justamente como as "doações de Alexandria"), além de reconhecer oficialmente Cesário, o filho que a rainha ptolomaica teria tido de seu relacionamento com César, herdeiro legítimo do famoso líder romano, o que certamente não colocava em uma posição confortável aquele que pela lei romana era o verdadeiro herdeiro, ou seja, Otaviano.

### Casus belli
Como o Senado não via com bons olhos o triunfo celebrado em Alexandria, nem a divisão aos filhos das terras que pertenciam a Roma e não a Antônio, Otaviano decidiu forçar a mão dos senadores e, depois de subornar alguns funcionários, tomou posse da vontade de seu rival e a leu publicamente para a assembleia, desencadeando a reação esperada.
O Senado e o povo de Roma proclamaram Marco Antônio "inimigo da pátria" e, determinados a evitar falar em guerra civil, declararam guerra a Cleópatra e ao Egito. No final de setembro de 32 a.C. Antônio e Cleópatra mudaram sua sede para Patras, ameaçando diretamente a península Itálica. A escolha foi excelente porque o golfo em que se ergue a cidade era protegido, em direção à Itália, pelas ilhas de Leuca e Cefalônia.
Como a ameaça de Antônio era real, Otaviano começou a organizar seu exército em Taranto e Brindisi e Antônio, para consolidar sua posição, ocuparam todos os pontos estratégicos importantes. A cadeia começava ao sul de Cirene no norte da África, de onde partiam os suprimentos de grãos e alimentos, passava por Metone no extremo sul do Peloponeso, que controlava as rotas de abastecimento, chegava a Patras, a sede, e continuava para o norte em direção a Actium, em frente ao Golfo de Ambracia e com a ilha de Leuca até onde os olhos podiam ver, e depois na ilha de Corfu.
Esse arranjo estratégico mostra claramente que a intenção de Antônio era esperar o inimigo em uma posição de força em vez de se mover diretamente para o ataque. Otaviano, por sua vez, não foi um grande líder, mas, como excelente político, soube cercar-se de excelentes colaboradores, entre os quais se destacou pela habilidade o almirante Marco Vipsânio Agripa, que como estrategista não tinha nada a invejar aos melhores líderes romanos.
Enquanto Antônio passava o inverno em Patras, Agripa preparava contramedidas. Nos primeiros dias de março de 31 a.C., o almirante romano moveu a frota de Brindisi e atravessou o Mar Jônico não na direção do inimigo, que o esperava na frente de Leuca, mas para o sul para conquistar a guarnição de Metone. Pegos de surpresa, os militares de Antônio imediatamente se renderam e todo o quadro estratégico ficou abalado. Os suprimentos perdidos de Metone para Patras não podiam mais chegar por navio, mas apenas por terra, muito mais longo e mais caro. Especialistas em estratégia militar contemporânea são bastante concordantes que neste momento a guerra poderia ser considerada já decidida em favor de Otaviano.
A partir de Metone Agripa começou a atacar uma após a outra as posições de Antônio, que não foi capaz de defendê-las todas ao mesmo tempo: da Itália as tropas de Otaviano desembarcaram em Épiro e atacaram Corfu, enquanto de Metone Agripa ameaçou diretamente Patras forçando Antônio e Cleópatra a mudar seu quartel-general para Actium. Finalmente, Agripa também conquistou a ilha de Leuca e se juntou ao exército na faixa da península em frente a Actium. Otaviano estava em uma posição de força e podia esperar, Antônio e Cleópatra foram forçados a lutar e vencer.
Apesar da pressão de seus generais e de sua superioridade no campo terrestre, Antônio foi persuadido por Cleópatra a travar uma batalha naval porque a ambiciosa rainha, que não havia fornecido grandes quantidades de soldados, mas muitos navios, queria participar da vitória. É por isso que a maioria das legiões antônicas, sob o comando de Públio Canídio, não participou da batalha e, após seu desdobramento, continuou a resistência no terreno por alguns dias antes de se desunir e se render depois de saber da fuga de Marco Antônio.
A frota de Antônio era ligeiramente superior em número e, em sua maior parte, formada por navios grandes e lentos, enquanto as de Otaviano eram muito mais manobráveis. Em maio, eclodiu uma epidemia de malária que matou muitos soldados nas fileiras de Antônio e a não chegada de suprimentos causou várias traições. Para evitar que as tripulações amotinadas entregassem os navios ao rival, Antônio mandou queimar cinquenta deles, os menos adequados para o combate, reduzindo sua frota para 170 unidades. No final de agosto, Antônio mandou preparar os navios com suas velas espalhadas, portanto mais pesadas e mais facilmente inflamadas pelo inimigo. Talvez ele estivesse se preparando para a fuga, que foi atrasada por uma tempestade. Na manhã de 2 de setembro, o mar está suave e Antonio leva a frota para fora do Golfo de Ambracia. A verdadeira batalha começa.

## Forças em campo
Parece que só na batalha de Actium cinquenta do total de sessenta legiões foram colocadas em campo (talvez apenas com sua vexilação):
- vinte e um para a parte de Otaviano: I (futura Augusta?), II (futura Augusta?), II Sabina (?), III (futura Augusta?), IIII Sorana, V Macedônica, VII Macedônica, VIII (futura Augusta?), VIIII Macedonica (futura VIIII Hispana), X Fretensis, XI ( futura Cláudia?), XIII (futura Gemina?), XIV (futura Gemina), XV (futura Apolinário), XVI Gallica (?), XVII, XVIII, XIX, XXVII (?), XXXIII e XXXXI (?).
- trinta por parte de Antonio: a legio I, II, III Cyrenaica, III Gallica, IIII (futura Scythica?), V Alaudae, VI Ferrata, VII, VIII, VIIII, X Equestris, XI, XII Antiqua, XIII, XIIII, XV, XVI, XVII Clássico, XVIII Líbica, XVIIII, XX, XXI, XXII, XXII Cirenaica, XXIII, XXIIII, XXV, XXVII, XXVIIII, XXX.

Antônio também foi apoiado pelas grandes forças navais e terrestres egípcias de Cleópatra: trezentos navios de guerra e cerca de 10 000 soldados.

## A batalha

Mapa da Batalha de Actium

Suetônio conta um episódio curioso que ocorreu com Otaviano antes da batalha decisiva:
«Em Actium, enquanto tomava o campo, um burro com o seu burro veio ao seu encontro: o homem chamava-se Eutyco, isto é, Fortunatus, a besta Niconte, isto é, Vitorioso: depois da vitória colocou um simulacro de ambos, em bronze, na área sagrada em que então transformou o lugar do seu acampamento.»
(Suetônio, Augusto, 96)
O envio de barcos para a batalha naval na época previa que as frotas se colocassem uma à frente da outra para formar dois semicírculos concêntricos, divididos em três grupos. Ao contrário das batalhas terrestres, no entanto, o grupo central dos lados era mais fraco, para permitir que os navios apertados entre as asas manobrassem melhor sem perturbar uns aos outros.
O lado norte do exército de Otaviano era comandado por Vipsânio Agripa, que enfrentou Gélio Publicola, no centro Lúcio Arruncio enfrentou Otávio, enquanto ao sul Lúrio enfrentou Caio Sósio. O navio de Antônio estava com Publicola, o de Otaviano com Lúrio enquanto o "Antonias", o navio-almirante de Cleópatra com a rainha a bordo, estava atrás de Otávio junto com vinte e seis outros navios egípcios, talvez em uma tentativa de reproduzir no mar o estratagema adotado por César na batalha de Farsalo.
As duas frotas se enfrentam próximas e imóveis até o meio-dia, quando de repente Sosio move seus navios para o sul na direção da ilha de Leuca e entra em confronto com Marco Lurio iniciando a batalha. As razões para o movimento repentino de Sosio são desconhecidas: alguns afirmam que foi combinado, outros acreditam que ele queria abandonar Antonio à sua sorte No entanto, a ação de Sosio canaliza a batalha de acordo com os planos de Agripa: esperar pelo oponente e recuar lentamente para o mar aberto para explorar os espaços com suas naves, muito mais ágeis para manobrar.
Lurio lentamente começa a recuar e Agripa também no lado oposto, enquanto Arrunzio permanece parado no centro em frente a Otaviano. Como o inimigo não mostra sinais de abertura, Agripa decide arriscar e faz com que os navios se movam abruptamente em direção ao mar; Publicola cai na armadilha e o segue, afastando suas naves umas das outras e do centro da matriz. Otaviano, para manter a formação unida, é forçado a se mover para o norte e é fechado por Arrunzio. Essa mudança cria uma lacuna no meio que poderia ser explorada pelas naves de Cleópatra, mas a rainha inexplicavelmente decide usá-la para escapar. Antônio vê seu amante fugindo e não se preocupa mais com a batalha, mas apenas em persegui-la, deixando a frota e os homens à sua sorte.
Inicialmente, os homens de Antônio não percebem que foram abandonados por seu comandante e lutam bravamente (Velleius Paterculus escreverá: "os soldados se comportaram como o melhor dos comandantes e o comandante como o mais vil dos soldados"; Paterculus, II.85.5), mas a batalha deve ser considerada perdida. Uma frota composta por navios muito lentos e menos ágeis, com muita distância entre um navio e outro, também não pode suportar a inferioridade numérica que se tornou considerável com o voo dos navios egípcios. Os navios romanos têm um jogo fácil em escapar das tentativas de abalroar com a tribuna, então eles começam a atacar os barcos adversários um a um e, transferindo os soldados para os navios adversários por meio do harpagon eles lutam corpo a corpo e, finalmente, incendeiam as velas, afundando-as.
À noite, os homens de Otaviano já afundaram quarenta navios inimigos e mataram cinco mil soldados, enquanto os cem navios sobreviventes fogem a granel em direção ao Golfo de Ambracia. Para Otaviano, é brincadeira de criança fechar o abismo com sua frota e esperar a rendição, que acontecerá no dia seguinte.

## Consequências
A batalha teve extensas consequências políticas. Sob a cobertura da escuridão, cerca de 19 legiões e 12 000 cavalarias fugiram antes que Antônio fosse capaz de enfrentar Otaviano em uma batalha terrestre. Assim, depois que Antônio perdeu sua frota, seu exército, que era igual ao de Otaviano, desertou. Embora não tivesse estabelecido seu imperium, Antônio era um fugitivo e um rebelde sem aquela sombra de uma posição legal que a presença dos cônsules e senadores lhe dera no ano anterior. Parte da frota vitoriosa foi em sua perseguição, mas Otaviano visitou a Grécia e a Ásia e passou o inverno em Samos, embora ele tivesse que visitar brevemente Brundisium para resolver um motim e providenciar a atribuição de terras.
Em Samos, Otaviano recebeu uma mensagem de Cleópatra com o presente de uma coroa de ouro e trono, oferecendo-se para abdicar em favor de seus filhos. Ela foi autorizada a acreditar que seria bem tratada, pois Otaviano estava ansioso para garanti-la para seu triunfo. Antônio depois de tentar em vão proteger o exército estacionado perto de Paraetônio sob Pinário e enviar seu filho mais velho Antyllus com dinheiro para Otaviano e uma oferta para viver em Atenas como um cidadão particular, viu-se na primavera atacado em dois lados. Cornélio Galo avançava de Paraetônio e Otaviano desembarcou em Pelúsio, com a conivência, acreditava-se, de Cleópatra. Antônio foi derrotado por Galo e, retornando ao Egito, avançou sobre Pelúsio.
Apesar de uma pequena vitória em Alexandria em 31 de julho de 30 a.C., mais homens de Antônio desertaram, deixando-o com forças insuficientes para lutar contra Otaviano. Um ligeiro sucesso sobre os soldados cansados de Otaviano encorajou-o a fazer um ataque geral, no qual ele foi decisivamente derrotado. Não conseguindo escapar de navio, ele se esfaqueou no estômago ao acreditar erroneamente em falsos rumores propagados por Cleópatra alegando que ela havia cometido suicídio. Ele não morreu de uma vez, e quando descobriu que Cleópatra ainda estava viva, ele insistiu em ser levado para o mausoléu onde ela estava escondida e morreu em seus braços.
Cleópatra se matou em 12 de agosto de 30 a.C. A maioria dos relatos diz que ela pôs fim à sua vida pela mordida de um aspis (cobra) lavada a ela em uma cesta de figos. Otaviano mandou matar Cesário mais tarde naquele mês, finalmente garantindo seu legado como único "filho" de César, enquanto poupava os filhos de Cleópatra por Antônio, com exceção do filho mais velho de Antônio. Otaviano admirava a bravura de Cleópatra e deu a ela e a Antônio um funeral militar público em Roma. O funeral foi grandioso e algumas legiões de Antônio marcharam ao lado do túmulo. Um dia de luto em toda Roma foi decretado. Isso foi em parte devido ao respeito de Otaviano por Antônio e em parte porque ajudou ainda mais a mostrar ao povo romano como Otaviano era benevolente. Otaviano já havia mostrado pouca misericórdia para com os inimigos rendidos e agiu de maneiras que se provaram impopulares com o povo romano, mas ele recebeu crédito por perdoar muitos de seus oponentes após a Batalha de Actium. Além disso, após a batalha, após o retorno de Otaviano a Roma, ele celebrou seu triplo triunfo distribuído em três dias: o primeiro por sua vitória sobre a Ilíria, o segundo pela Batalha de Actium, e o terceiro por sua conquista do Egito.

A vitória de Otaviano em Actium deu-lhe o controle único e inconteste do "Mare Nostrum" ("Nosso Mar", ou seja, o Mediterrâneo Romano) e ele se tornou "Augusto César" e o "primeiro cidadão" de Roma. A vitória, consolidando seu poder sobre todas as instituições romanas, marcou a transição de Roma da república para o império. A rendição do Egito após a morte de Cleópatra marcou o fim do Período Helenístico e do Reino Ptolomaico, transformando-o em uma província romana.